# La Grange (Missouri)
La Grange és una població dels Estats Units a l'estat de Missouri. Segons el cens del 2000 tenia 1.000 habitants.

## Demografia
Segons el cens del 2000, La Grange tenia 1.000 habitants, 435 habitatges, i 267 famílies. La densitat de població era de 277,8 habitants per km².
Dels 435 habitatges en un 27,4% hi vivien nens de menys de 18 anys, en un 48,7% hi vivien parelles casades, en un 8,7% dones solteres, i en un 38,6% no eren unitats familiars. En el 32% dels habitatges hi vivien persones soles el 17,7% de les quals corresponia a persones de 65 anys o més que vivien soles. El nombre mitjà de persones vivint en cada habitatge era de 2,3 i el nombre mitjà de persones que vivien en cada família era de 2,9.
Per edats la població es repartia de la següent manera: un 24,5% tenia menys de 18 anys, un 7,9% entre 18 i 24, un 26,7% entre 25 i 44, un 23,8% de 45 a 60 i un 17,1% 65 anys o més.
L'edat mediana era de 38 anys. Per cada 100 dones de 18 o més anys hi havia 85,5 homes.
La renda mediana per habitatge era de 30.938 $ i la renda mediana per família de 38.672 $. Els homes tenien una renda mediana de 26.458 $ mentre que les dones 20.897 $. La renda per capita de la població era de 15.399 $. Entorn del 7,3% de les famílies i el 12,2% de la població estaven per davall del llindar de pobresa.

## Poblacions més properes
El següent diagrama mostra les poblacions més properes.